# Jan Stanislav Kolár
Jan Stanislav Kolár (Praga, Bohèmia, Àustria-Hongria, 11 de maig de 1896 - Praga, Txecoslovàquia, 30 d'octubre de 1973) fou un director de cinema, actor, guionista i historiador del cinema txec, pioner del cinema al seu país. Com a guionista i director va ser actiu especialment en l'era del cinema mut. La seva carrera com a actor es va estendre fins a 1964. Va col·laborar sovint amb el seu amic Karel Lamač, escrivint-li guions, codirigint o actuant en els seus films.

## Carrera
Va filmar tant comèdies (Učitel Orientálních Jazyků, Dáma s Malou Nožkou, Roztržené Foto i una sèrie protiganitzada pel personatge de la seva creació Polycarp) com drames (Otrávené Světlo, Příchozí z Temnot, Kříž u Potoka, Mrtví Žijí, Řina). Va dirigir i escriure el guió de la primera superproducció txeca –i única muda-, Svatý Václav (Sant Venceslau, 1929), patrocinada per l'estat txecoslovac amb ocasió del mil·lenari del martiri del sant.
El 1922 va haver de suspendre durant uns anys la seva carrera per una malaltia greu.
Si bé en l'era muda va protagonitzar sobretot les seves pròpies pel·lícules, a partir de 1930 va esdevenir, junt amb Václav Wasserman, un dels actors més sol·licitats del cinema txec, interpretant tota mena de papers. La seva darrera actuació fou a la comèdia Kdyby Tisíc Klarinetů (1964).
Entre 1951 i 1963 va ser membre de l'Institut del Film Txecoslovac. Com a expert en cinema del seu país i testimoni de la seva història, va participar en l'elaboració de l'inventari de films txecoslovacs del període 1898-1945 i en la redacció de diversos llibres d'història del cinema, com Pel·lícules mudes txecsolovaques 1898-1930 o Història del cinema txecoslovac en imatges. El 1927 va publicar el llibre Al cinema, escrit durant la seva malaltia, i va deixar inacabada la seva novel·la Clona se otrevírá... (La pantalla s'obre...), ambientada en el món del cinema.
Es va casar amb la cantant d'òpera i actriu Máša Kolárová (1901-19??), que actuà en algunes de les seves pel·lícules (Otrávené svetlo, Kríz u potoka)

## Filmografia

### Director
- Polykarp aprovisuje (1917)
- Polykarpovo zimní dobrodružství (1917)
- Učitel orientálních jazyků (1918)
- Akord smrti (1919)
- Dáma s malou nožkou (1919)
- Zpěv zlata (1920)
- Kříž u potoka (1921)
- Moderní Magdalena (1921)
- Otrávené světlo (1921)
- Příchozí z temnot (1921)
- Roztržené foto (1921)
- Mrtví žijí (1922)
- Řina (1926)
- Svatý Václav (1929)

### Guionista
- Polykarp aprovisuje (1917)
- Polykarpovo zimní dobrodružství (1917)
- Učitel orientálních jazyků (1918)
- Akord smrti (1919)
- Aloisův los (1919)
- Dáma s malou nožkou (1919)
- Teddy by kouřil (1919)
- Setřelé písmo (1920)
- Zpěv zlata (1920)
- Kříž u potoka (1921)
- Otrávené světlo (1921)
- Příchozí z temnot (1921)
- Roztržené foto (1921)
- Maharadžovo potěšení (1922)
- Mrtví žijí (1922)
- Parnasie (1925)
- Vyznavači slunce (1925)
- Řina (1926)
- Dcery Eviny (1928)
- Svatý Václav (1929)
- Vyděrač (1937)

### Actor
- Polykarp aprovisuje (1917)
- Polykarpovo zimní dobrodružství (1917)
- Učitel orientálních jazyků (1918)
- Akord smrti (1919)
- Dáma s malou nožkou (1919)
- Evin hřích (1919)
- Teddy by kouřil (1919)
- Zpěv zlata (1920)
- Kříž u potoka (1921)
- Moderní Magdalena (1921)
- Otrávené světlo (1921)
- Maharadžovo potěšení (1922)
- Mrtví žijí (1922)
- Parnasie (1925)
- Řina (1926)
- Osudné noci (1928)
- Svatý Václav (1929)
- Její lékař (1933)
- S vyloučením veřejnosti (1933)
- Život vojenský - život veselý (1934)
- Vyděrač (1937)
- Klapzubova jedenáctka (1938)
- Stříbrná oblaka (1938)
- Paní Morálka kráčí městem (1939)
- Až se vrátíš... (1947)
- Čapkovy povídky (1947)
- Křižovatka (1947)
- Parohy (1947)
- Podobizna (1947)
- Poslední mohykán (1947)
- Tři kamarádi (1947)
- Znamení kotvy (1947)
- Dvaasedmdesátka (1948)
- Daleká cesta (1949)
- Dnes o půl jedenácté (1949)
- DS-70 nevyjíždí (1949)
- Revoluční rok 1848 (1949)
- Karhanova parta (1950)
- Past (1950)
- Přiznání (1950)
- V trestném území (1950)
- Císařův pekař - Pekařův císař (1951)
- Mikoláš Aleš (1951)
- Štika v rybníce (1951)
- Haškovy povídky ze starého mocnářství (1952)
- Tajemství krve (1953)
- Ještě svatba nebyla... (1954)
- Psohlavci (1955)
- Rudá záře nad Kladnem (1955)
- O věcech nadpřirozených (1958)
- Útěk ze stínu (1958)
- Dařbuján a Pandrhola (1959)
- Ikarie XB 1 (1963)
- Kdyby tisíc klarinetů (1964)